# We've Come for You All
We've Come for You All —en español: Venimos por Todos Ustedes— es el noveno álbum de estudio de la banda de thrash metal estadounidense Anthrax. El álbum salió a la venta el 6 de mayo de 2003 a través de la discográfica Sanctuary Records. Es el primer álbum con el guitarrista Rob Caggiano.

## Lista de canciones
- Todas las canciones compuestas por John Bush, Rob Caggiano, Scott Ian, Frank Bello y Charlie Benante.

1. "Contact" – 1:15
2. "What Doesn't Die" – 4:10
3. "Superhero" – 4:03
4. "Refuse to Be Denied" – 3:20 /con Anthony Martini de E.Town Concrete/
5. "Safe Home" – 5:10
6. "Any Place But Here" – 5:49
7. "Nobody Knows Anything" – 2:57
8. "Strap It On" – 3:32
9. "Black Dahlia" – 2:38
10. "Cadillac Rock Box" – 3:41
11. "Taking the Music Back" – 3:11
12. "Crash" – 0:58
13. "Think About an End" – 5:09
14. "W.C.F.Y.A." – 4:12

### Canciones extras
1. "Safe Home (Acoustic)" – 5:55
2. "We're a Happy Family" – 5:07
  - Ramones cover

## Sencillos
- "Safe Home" 16 de junio de 2003
- "Taking The Music Back" 3 de septiembre de 2003
- "What Doesn't Die" 19 de abril de 2004

## Créditos
- John Bush – voz
- Rob Caggiano – guitarra líder
- Scott Ian – guitarra, coros
- Frank Bello – bajo, coros
- Charlie Benante – batería, guitarras adicionales
- Dimebag Darrell – guitarra líder en "Strap It On" e introducción y solo en "Cadillac Rock Box"